# Cosimo Corsi
Cosimo Corsi (Firenze, 10 giugno 1798 – Villa di Agnano, 7 ottobre 1870) è stato un cardinale e arcivescovo cattolico italiano.

## Biografia
Nato da nobile famiglia fiorentina, dal marchese Giuseppe Antonio Corsi e da Maddalena della Gherardesca, abbracciò lo stato ecclesiastico nel 1815. Ottenne la laurea in diritto canonico a Roma, nel giugno del 1818.
Fu ordinato sacerdote nel 1821. Nel 1825 divenne segretario della Congregazione dei Sussidi e nel 1835 decano degli uditori del Tribunale della Sacra Rota.
Nel concistoro del 24 gennaio 1842 fu elevato da papa Gregorio XVI al rango di cardinale del titolo dei Santi Giovanni e Paolo.
Nel 1843 divenne patrono della congregazione dei Vallombrosani, succedendo al cardinale Agostino Rivarola.
Il 20 gennaio 1845 fu nominato vescovo di Jesi e il 26 gennaio dello stesso anno fu consacrato vescovo dal cardinale Ludovico Micara. L'anno successivo partecipò al conclave che elesse papa Pio IX.
Divenne arcivescovo di Pisa il 19 dicembre 1853, mantenendo la carica fino alla morte.
Deciso oppositore dell'unità d'Italia, il 19 maggio 1860 fu arrestato dai Carabinieri, su ordine di Cavour, per aver vietato di cantare il Te Deum alla festa dello Statuto del 13 maggio e condotto a Torino. L'arresto fu giudicato arbitrario perché in Toscana era ancora in vigore la legislazione leopoldina, che non imponeva al clero di celebrare solennemente le feste civili, ma l'arresto fu eseguito a norma del codice penale piemontese del 1859, che puniva il clero per l'«indebito rifiuto dei propri uffizi». In breve tempo fu rilasciato e poté riprendere il suo episcopato.
Tra il 1860 e il 1866 aiutò il partito federalista-cattolico legato ai giornali Patria e Firenze e a personalità come Eugenio Alberi.
Partecipò al Concilio Vaticano I. Durante il Concilio, nell'aprile 1870, fu promotore (insieme al cardinale Morichini e al cardinale Pecci) di una petizione - sottoscritta dalla maggioranza dei vescovi dell'Italia centrale e appoggiata da diversi cardinali di Curia con incarichi direttivi nel Concilio - che proponeva di seguire lo schema originario dei lavori assembleari senza anticipare la discussione del dogma sull'infallibilità pontificia, al fine di non deteriorare i rapporti con la minoranza dei Padri conciliari anti-infallibilisti. Per volontà ultima di Pio IX tale richiesta non fu tuttavia accolta, in quanto l'acuirsi delle tensioni internazionali che portarono allo scoppio della guerra franco-prussiana facevano presagire la fine anticipata del Concilio (nonché il ritiro della guarnigione francese da Roma e la caduta dello Stato Pontificio), circostanze che entrambe si verificarono nei mesi immediatamente successivi.
Morì nella villa di Agnano all'età di 72 anni e fu sepolto temporaneamente nella cappella della villa. Il governo italiano si oppose alla sua sepoltura nella cattedrale di Pisa che poté avvenire in tutta la sua solennità solo il 30 giugno 1898.

## Genealogia episcopale e successione apostolica
La genealogia episcopale è:
- Cardinale Scipione Rebiba
- Cardinale Giulio Antonio Santori
- Cardinale Girolamo Bernerio, O.P.
- Arcivescovo Galeazzo Sanvitale
- Cardinale Ludovico Ludovisi
- Cardinale Luigi Caetani
- Cardinale Ulderico Carpegna
- Cardinale Paluzzo Paluzzi Altieri degli Albertoni
- Papa Benedetto XIII
- Papa Benedetto XIV
- Papa Clemente XIII
- Cardinale Giovanni Carlo Boschi
- Cardinale Bartolomeo Pacca
- Cardinale Ludovico Micara, O.F.M.Cap.
- Cardinale Cosimo Barnaba Corsi

La successione apostolica è:
- Vescovo Bernardo-Maria Tirabassi (1845)
- Vescovo Giuseppe Maria Fanelli (1854)
- Vescovo Michele Adinolfi (1854)
- Vescovo Francesco Marie Alli Maccarani (1854)
- Vescovo Feliciano Lorenzo Gioacchino Barbacci, O.F.M. (1854)
- Vescovo Luigi Zannini (1854)
- Vescovo Fedele Bufarini (1854)
- Arcivescovo Francesco Antonio Maiorsini (1854)
- Vescovo Gaetano Rodilossi (1855)
- Vescovo Giovanni Rosati (1855)
- Vescovo Jean-Dominique Barbero, P.I.M.E. (1870)

## Ascendenza
|                                             |                                       |                                | Genitori                 |  |  | Nonni |  |  | Bisnonni                           |  |  | Trisnonni                           |  |
|                                             |                                       |                                |                          |  |  |       |  |  | Antonio Corsi, marchese di Caiazzo |  |  | Giovanni Corsi, marchese di Caiazzo |  |
|                                             |                                       |                                |                          |  |  |       |  |  | Antonio Corsi, marchese di Caiazzo |  |  | Giovanni Corsi, marchese di Caiazzo |  |
|                                             |                                       | Teresa Lotteringhi della Stufa |                          |  |  |       |  |  | Antonio Corsi, marchese di Caiazzo |  |  |                                     |  |
| Cosimo Corsi, marchese di Caiazzo           |                                       |                                |                          |  |  |       |  |  | Antonio Corsi, marchese di Caiazzo |  |  |                                     |  |
|                                             |                                       | Laura Riccardi                 | marchese Cosimo Riccardi |  |  |       |  |  |                                    |  |  |                                     |  |
|                                             |                                       | Laura Riccardi                 | marchese Cosimo Riccardi |  |  |       |  |  |                                    |  |  |                                     |  |
|                                             |                                       | Laura Riccardi                 | Giulia Spada Veralli     |  |  |       |  |  |                                    |  |  |                                     |  |
| Giuseppe Antonio Corsi, marchese di Caiazzo |                                       | Laura Riccardi                 |                          |  |  |       |  |  |                                    |  |  |                                     |  |
|                                             |                                       | Amerigo Francesco Altoviti     | Alfonso Altoviti         |  |  |       |  |  |                                    |  |  |                                     |  |
|                                             |                                       | Amerigo Francesco Altoviti     | Alfonso Altoviti         |  |  |       |  |  |                                    |  |  |                                     |  |
|                                             |                                       | Amerigo Francesco Altoviti     | Camilla Arrighi          |  |  |       |  |  |                                    |  |  |                                     |  |
| Camilla Altoviti                            |                                       | Amerigo Francesco Altoviti     |                          |  |  |       |  |  |                                    |  |  |                                     |  |
|                                             |                                       | Ottavia Cattani                | Urbano Cattani           |  |  |       |  |  |                                    |  |  |                                     |  |
|                                             |                                       | Ottavia Cattani                | Urbano Cattani           |  |  |       |  |  |                                    |  |  |                                     |  |
|                                             |                                       | Ottavia Cattani                | …                        |  |  |       |  |  |                                    |  |  |                                     |  |
| Cosimo Corsi                                |                                       | Ottavia Cattani                |                          |  |  |       |  |  |                                    |  |  |                                     |  |
|                                             | conte Guido Filippo della Gherardesca | conte Ugo della Gherardesca    |                          |  |  |       |  |  |                                    |  |  |                                     |  |
|                                             | conte Guido Filippo della Gherardesca | conte Ugo della Gherardesca    |                          |  |  |       |  |  |                                    |  |  |                                     |  |
|                                             | conte Guido Filippo della Gherardesca | Virginia Ughi                  |                          |  |  |       |  |  |                                    |  |  |                                     |  |
| conte Camillo della Gherardesca             | conte Guido Filippo della Gherardesca |                                |                          |  |  |       |  |  |                                    |  |  |                                     |  |
|                                             |                                       | Virginia Pandolfini            | Camillo Pandolfini       |  |  |       |  |  |                                    |  |  |                                     |  |
|                                             |                                       | Virginia Pandolfini            | Camillo Pandolfini       |  |  |       |  |  |                                    |  |  |                                     |  |
|                                             |                                       | Virginia Pandolfini            | …                        |  |  |       |  |  |                                    |  |  |                                     |  |
| Maria Maddalena della Gherardesca           |                                       | Virginia Pandolfini            |                          |  |  |       |  |  |                                    |  |  |                                     |  |
|                                             |                                       | marchese Vincenzo Riccardi     | …                        |  |  |       |  |  |                                    |  |  |                                     |  |
|                                             |                                       | marchese Vincenzo Riccardi     | …                        |  |  |       |  |  |                                    |  |  |                                     |  |
|                                             |                                       | marchese Vincenzo Riccardi     | …                        |  |  |       |  |  |                                    |  |  |                                     |  |
| Teresa Riccardi                             |                                       | marchese Vincenzo Riccardi     |                          |  |  |       |  |  |                                    |  |  |                                     |  |
|                                             |                                       | …                              | …                        |  |  |       |  |  |                                    |  |  |                                     |  |
|                                             |                                       | …                              | …                        |  |  |       |  |  |                                    |  |  |                                     |  |
|                                             |                                       | …                              | …                        |  |  |       |  |  |                                    |  |  |                                     |  |
|                                             |                                       | …                              |                          |  |  |       |  |  |                                    |  |  |                                     |  |